# 5168 Jenner
5168 Jenner este un asteroid din centura principală de asteroizi.

## Descriere
5168 Jenner este un asteroid din centura principală de asteroizi. A fost descoperit pe 6 martie 1986 la Observatorul Palomar de Carolyn S. Shoemaker și Eugene M. Shoemaker. Asteroidul prezintă o orbită caracterizată de o semiaxă mare de 2,34 ua, o excentricitate de 0,21 și o înclinație de 23,5° în raport cu ecliptica.